# イスラエル・カストロ
イスラエル・カストロ・マシアス（Israel Castro Macías, 1980年12月20日 - ）は、メキシコ・メキシコシティ出身の元サッカー選手。元メキシコ代表。現役時代のポジションは主にミッドフィールダー。

## 経歴
幼い頃からUNAMプーマスのユースチームでセンターバックとしてプレー。2002年にトップチームへと昇格するとボランチにコンバートされ、中盤の要かつチームの看板選手として注目を集める。
得点こそ少ないものの、ディフェンダーであったことに由来する鉄壁の守備と戦術眼を買われており、2007年からはメキシコ代表へと招集されている。

## 代表歴

### 出場大会
- メキシコ代表
  - 2010 FIFAワールドカップ

### 試合数
- 国際Aマッチ 49試合 1得点（2007年-2012年）[1]

| メキシコ代表 | 国際Aマッチ | 国際Aマッチ |
| 年           | 出場        | 得点        |
| ------------ | ----------- | ----------- |
| 2007         | 10          | 0           |
| 2008         | 2           | 0           |
| 2009         | 13          | 1           |
| 2010         | 8           | 0           |
| 2011         | 15          | 0           |
| 2012         | 1           | 0           |
| 通算         | 49          | 1           |